# Purble Place
Purble Place là một trò chơi giải trí và giáo dục gồm ba trò chơi máy tính khác nhau. Với đồ họa thân thiện, đẹp mắt, những trò chơi này dạy trẻ em về màu sắc, hình dạng và nhận dạng mẫu hình. Trò chơi được phát triển bởi Oberon Media và nằm trong cài đặt mặc định của hệ điều hành Windows Vista và Windows 7.

## Lịch sử
Trò chơi được công khai giới thiệu trên phiên bản Windows Vista build 5219 vào ngày 8 tháng 11 năm 2006.

## Các trò chơi
Purble Place có một màn hình chính đưa ra ba trò chơi, bao gồm Purble Pairs, Comfy Cakes, và Purble Shop.

### Purble Pairs
Trên màn hình chính, chọn ngôi trường ở phía bên trái màn hình chính để chơi Purble Pairs.

#### Cách chơi
Purble Pairs là một trò chơi rèn luyện trí nhớ giống như trò lật hình giống nhau. trên màn hình sẽ xuất hiện các lát đang úp với họa tiết giống nhau. Chơi bằng cách dùng chuột hoặc bàn phím chọn 2 lát hình trên màn hình để lật chúng lên. Nếu các lát hình đã lật có hình khớp nhau, chúng sẽ lật úp trở lại và họa tiết úp sẽ chui vào bình thủy tinh ở góc dưới bên trái màn hình. Lát hình úp không có họa tiết sẽ không thể lật lên được nữa, đó là lát hình đã "xóa". Nếu các lát hình đã lật không khớp, chúng sẽ lật úp trở lại một lần nữa và trò chơi tiếp tục. Mục đích của trò chơi này là "xóa" hết các lát hình trên màn hình trong ít lần lật hình nhất.
Ở các độ khó cao hơn, trò chơi sẽ tính thời gian. Có một chiếc đồng hồ cát ở góc trên bên trái màn hình sẽ cho người chơi biết thời gian còn lại của ván. Tùy chọn này có thể được tắt trong hộp thoại Options.
Ngoài "con mắt vàng'" giúp người chơi nhìn lén các lát hình bằng cách lật chúng trong vài giây, Purble Pairs còn có các lát hình đặc biệt hỗ trợ người chơi:
- Lát "Joker" (Chú hề): Khi người chơi lật hai lát hình và có một lát này, lát hình giống với lát còn lại sẽ được lật lên và cả ba lát hình sẽ được "xóa".
- Lát "Đồng hồ": Khi người chơi lật hai lát hình này, chúng sẽ tăng thêm thời gian vào đồng hồ cát.
- Lát "Đầu bếp" (xuất hiện trong Comfy Cakes): Khi người chơi lật hai lát hình này hoặc lát hình và có một lát này với lát Joker, các lát hình có chứa bánh (giống nhau) sẽ được lật lên và tất cả chúng sẽ bị xóa.
- Lát "Máy bơm bột" (xuất hiện trong Comfy Cakes): Khi người chơi lật hai lát hình này, các lát hình sẽ bị xáo trộn và hoán đổi vị trí.

#### Các chủ đề
Purble Pairs có 4 chủ đề họa tiết khác nhau, bao gồm: cỏ 3 lá (màu xanh lá cây), trái tim (màu đỏ), mặt cười (màu vàng) và hình 3 cục đất sét.

#### Các độ khó
Purble Pairs có 3 độ khó khác nhau, có thể thay đổi trong hộp thoại Options:
- Beginner (Người mới tập chơi): mỗi ván là một lưới 5x5, hình dễ, không tính thời gian, xuất hiện lát "Joker".
- Intermediate (Trung bình): mỗi ván là hai lưới 6x6, hình nhiều thách thức hơn, tính thời gian, xuất hiện thêm lát "đồng hồ" và lát "đầu bếp".
- Advanced (Nâng cao): mỗi ván là bốn lưới 8x8, hình rất thách thức, tính thời gian, xuất hiện thêm lát "máy bơm bột".

### Comfy Cakes
Trên màn hình chính, chọn lò bánh mì ở phía ở giữa màn hình để chơi Comfy Cakes.

#### Cách chơi
Comfy Cakes là một trò chơi phối hợp tay mắt. Chơi bằng cách dùng chuột hoặc bàn phím để làm một chiếc bánh kem theo đúng như các đặc điểm ở đơn đặt hàng góc trên bên trái màn hình, bằng cách điều khiển một băng tải mang bánh đến các trạm khác nhau và lựa chọn các đặc điểm cho bánh ở mỗi trạm. Mỗi chiếc bánh có thể có tối đa 3 tầng. Các yếu tố của bánh bao gồm:
- Hình dạng: hình dạng của chiếc bánh được tạo ra bằng giấy nến, bao gồm hình chữ nhật, hình tròn và hình trái tim.
- Hương vị của bột: được tạo ra bằng máy bơm bột, bao gồm vị dâu tây (màu hồng), vị sô-cô-la (màu nâu) và vị vani (màu vàng).
- Kem lót: dùng để lót giữa các tầng bánh khác nhau, bao gồm màu đỏ thắm, màu ngọc thạch và màu trắng.
- Kem phủ: dùng để phủ lên tầng cuối cùng của bánh, hương vị giống như của bột.
- Hình trang trí: dùng để trang trí cho bánh, các hình trang trí tương tự như các chủ đề của Purble Pairs.
- Yếu tố nâng cao: đường có thể được rắc lên trên bánh và trong những trường hợp hiếm, ngọn lửa được phun vào bánh để tạo ra một lớp men mịn.

Nếu chiếc bánh không phù hợp với đặc điểm ở đơn đặt hàng,  người chơi sẽ bị khiển trách và chiếc bánh sẽ bị ném vào thùng rác. Nếu người chơi gửi ba đơn đặt hàng không chính xác, trò chơi kết thúc. Sau một số đơn đặt hàng chính xác được vận chuyển, người chơi sẽ giành chiến thắng và sẽ được lập bảng điểm. Tỷ số cuối cùng phụ thuộc vào số lượng bánh nướng, số lượng đơn bánh không chính xác và khả năng làm bánh của người chơi.

#### Các độ khó
Comfy Cakes có 3 độ khó khác nhau, có thể thay đổi trong hộp thoại Options:
- Beginner (Người mới tập chơi): cách làm dễ, mỗi bánh một lúc, bánh có 4 yếu tố (hình dạng, hương vị của bột, kem phủ và hình trang trí) và có 1 tầng.
- Intermediate (Trung bình): cách làm khó, nhiều bánh một lúc, bánh có thêm yếu tố kem lót và có 2 tầng. Băng chuyền sẽ tự di chuyển sang trạm kế tiếp sau một khoảng thời gian nhất định.
- Advanced (Nâng cao): cách làm khó, nhiều bánh một lúc, bánh có thêm yếu tố nâng cao và có 3 tầng. Tốc độ băng chuyền tự di chuyển nhanh hơn so với độ khó Intermediate.

### Purble Shop
Trên màn hình chính, chọn cửa hàng ở bên phải màn hình để chơi Purble Shop.

#### Cách chơi
Purble Shop là một trò chơi giải mã và phỏng đoán. Máy tính sẽ bí mật gắn ngẫu nhiên 5 màu sắc (hồng, tím, vàng, xanh da trời và xanh lá cây) vào 5 đặc điểm ngoại hình (mũ, mắt, mũi, miệng và quần áo) của một "Purble". Bất kỳ màu sắc có thể được sử dụng cho bất kỳ đặc điểm và màu sắc có thể được sử dụng một lần, nhiều lần hoặc không được sử dụng ở tất cả các đặc điểm. Chơi bằng cách dùng chuột hoặc bàn phím để phỏng đoán màu sắc của các đặc điểm trong số lần nhất định. Nếu đoán đúng hết tất cả các đặc điểm của Purble, tấm màn ở góc trên bên trái màn hình sẽ mở ra, người chơi sẽ nhìn thấy Purble bí mật và người chơi sẽ giành chiến thắng. Trong quá trình đoán, người chơi có thể đánh dấu đúng/sai vào mỗi màu sắc của mỗi đặc điểm bằng cách nhấn chuột vào phần màu trắng bên dưới màu sắc của đặc điểm đó.

#### Các độ khó
Purble Shop có 3 độ khó khác nhau, có thể thay đổi trong hộp thoại Options:
- Beginner (Người mới tập chơi): có ba đặc điểm (mắt, mũi và miệng) và ba màu sắc (hồng, tím và vàng). Máy tính tự đánh dấu đúng/sai vào các màu sắc của đặc điểm đã chọn khi người chơi chọn sai.
- Intermediate (Trung bình): có thêm đặc điểm mũ và màu xanh dương. Cho biết số đặc điểm thích hợp khi người chơi chọn sai.
- Advanced (Nâng cao): có thêm đặc điểm quần áo và màu xanh lá cây. Cho biết số đặc điểm/màu đúng và sai khi người chơi chọn sai.